# Pistola laser (rilevatore di velocità)
La pistola laser è un misuratore di velocità utilizzato dalle forze dell'ordine in alternativa agli Autovelox per rilevare la velocità dei veicoli in transito.

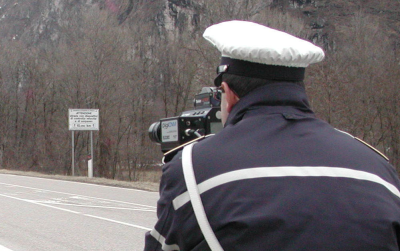
Controlli con pistola laser

Esistono numerosi tipi di pistole laser, soprattutto negli USA, mentre quello più utilizzato in Italia è il Telelaser importato dalla ditta Eltraff che, per la sua grande diffusione, ha fatto sì che il nome di questo modello sia oramai comunemente usato per indicare tutte le pistole laser.
Il Telelaser nasce negli USA come misuratore di distanze. Questo progetto però fallisce e viene quindi trasformato in un misuratore di velocità grazie al finanziamento di una nota compagnia assicuratrice statunitense.